# Кастелгомберто
Кастелгомберто је насеље у Италији у округу Виченца, региону Венето.
Према процени из 2011. у насељу је живело 4166 становника. Насеље се налази на надморској висини од 141 м.

## Становништво
| 1951. | 1961. | 1971. | 1981. | 1991. | 2001. | 2011. |
| ----- | ----- | ----- | ----- | ----- | ----- | ----- |
| 4.161 | 3.763 | 4.125 | 4.422 | 4.697 | 5.482 | 6.098 |